# マルティン・シェルバー
マルティン・シェルバー（Martin Scherber、1907年1月16日 - 1974年1月10日）は、ドイツの作曲家。
ニュルンベルク出身。父のリヒャルト・シェルバーは国立オペラ劇場の首席コントラバス奏者だった。5歳の段階でピアノを暗譜して演奏することができ、その後即興演奏も行うようになった。13歳で初めての作品を作曲した。
1925年にミュンヘン音楽・演劇大学に入学し、4年後にはアウッシク・アン・デア・エルベでコレペティトールとなり、さらに指揮者や合唱指導者として活動した。
1933年より公職を辞して、故郷でフリーランスの作曲家・音楽教師として活動し、1938年に交響曲第1番ニ短調を作曲した。第二次世界大戦中は軍務についたが、戦後の1951年から1952年にかけて交響曲第2番ヘ短調を、1952年から1955年にかけて交響曲第3番ロ短調を作曲した。シェルバーはこれらの交響曲を「メタモルフォシス交響曲」と呼んだ。彼は交響曲を死後公表するつもりであったが、1971年にニュルンベルクで行われたアルブレヒト・デューラー生誕500年記念祭で演奏された。
そのほかの作品には器楽曲、合唱曲、歌曲、ピアノ曲などがある。

## 外部リンク

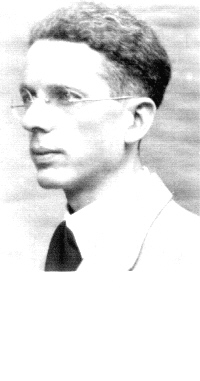
マルティン・シェルバー（1932年ごろ）